# Teatro Colón (Buenos Aires)
El Teatro Colón de Buenos Aires (Argentina) fou fundat l'any 1856. L'edifici actual va ser inaugurat el 25 de maig de 1908. Al final de l'any 2006, es va sotmetre a un procés de conservació i restauració i fou reobert el 24 de maig de 2010 amb motiu de la celebració del Bicentenari de l'Argentina.
És un dels teatres d'òpera més célebres del món. Fou dibuixat pels arquitectes italians Francesco Tamburini i Víctor Meano.
Amb una capacitat per a més de 3.000 espectadors i un luxós entorn d'estil eclèctic, mescla de neorenaixement italià i de barroc francès, el dibuix de l'edifici presenta una decoració rica de daurats i escarlates. El gran sostre fou decorat pel cèlebre artista argentí Raúl Soldi.
Contràriament al que hom pugui pensar, l'entrada principal no es troba a l'Avenida 9 de julio, que no existia quan el teatre fou construït, sinó pel carrer Libertad, en el barri de San Nicolás.

## Directors i artistes que han passat pel teatre
Directors de la música
Els compositors argentins Mauricio Kagel, Floro Meliton Ugarte, Celestino Piaggio, Gilardo Gilardi Bignelli, l'hongarès Eugen Szenkar i l'italià nacionalitzat argentí Arturo Luzatti, així com l'hongarès també nacionalitzat argentí Robert Kinsky
Ópera i música clàssica
Arturo Toscanini, Ninon Vallin, Enrico Caruso, Claudia Muzio, Miguel Fleta, Kirsten Flagstad, Margarete Klose, Beniamino Gigli, Georges Thill, Consuelo Rubio Cavanillas, Maria Callas, Régine Crespin, Renata Tebaldi, Birgit Nilsson, Hans Hotter, Alicia Nafé, Victòria dels Àngels, Jon Vickers, Renata Scotto, Montserrat Caballé, Josep Carreras, Plácido Domingo o Luciano Pavarotti.
Músics
Martha Argerich, Jeanne-Marie Berthier, Nelson Freire, Bruno Gelber, Erich Kleiber, Arthur Rubinstein, Wilhelm Furtwängler, Edoardo de Guarnieri, Sir Thomas Beecham, Otto Klemperer, Karl Böhm, Ernest Ansermet, Herbert von Karajan, Leonard Bernstein, Zubin Mehta, Riccardo Muti, Bernard Haitink, Lorin Maazel, David Oistrach, Pau Casals (l'any 1964 dirigí l'estrena a Amèrica del Sud de El Pessebre), els germans Osvaldo Pessina i Carlos Pessina, Claudio Arrau, Yehudi Menuhin, Daniel Barenboim, Claudio Abbado, Yo-Yo Ma, Gidon Kremer, Ievgueni Kissin, José Francisco Berrini, Nicanor Zabaleta o Pinchas Zukerman.
Dansa
Anna Pàvlova, Vaslav Nijinsky, Lucia Fornaroli, Rudolf Nuréiev, Alicia Alonso, Maia Plissetskaya, Margot Fonteyn, Mijail Barishnikov, Vladimir Vassiliev, Karin Waehner, Antonio Gades i els argentins María Ruanova, Olga Ferri, Michel Borovsky, José Neglia, Norma Fontenla, Wasil Tupin, Esmeralda Agloglia, Jorge Donn, Julio Bocca, Maximiliano Guerra i Paloma Herrera. L'Escola de ballet fou dirigida entre altres grans figures, de (1922-24) per la ballarina russa Maria Oloneva.

## Estrenes absolutes al teatre
- Hector Panizza: Aurora, 1908
- Pietro Mascagni: Isabeau, 1911
- Carlos López Buchardo: Il sogno di Alma, 1914
- Gino Marinuzzi: Jacquerie, 1918
- Adriano Lualdi: Le furie di Arlecchino, 1924
- Ottorino Respighi: Maria Egiziaca, 1933
- Juan José Castro: Bodas de sangre, 1956
- Alberto Ginastera: Don Rodrigo, 1964

## Galeria d'imatges

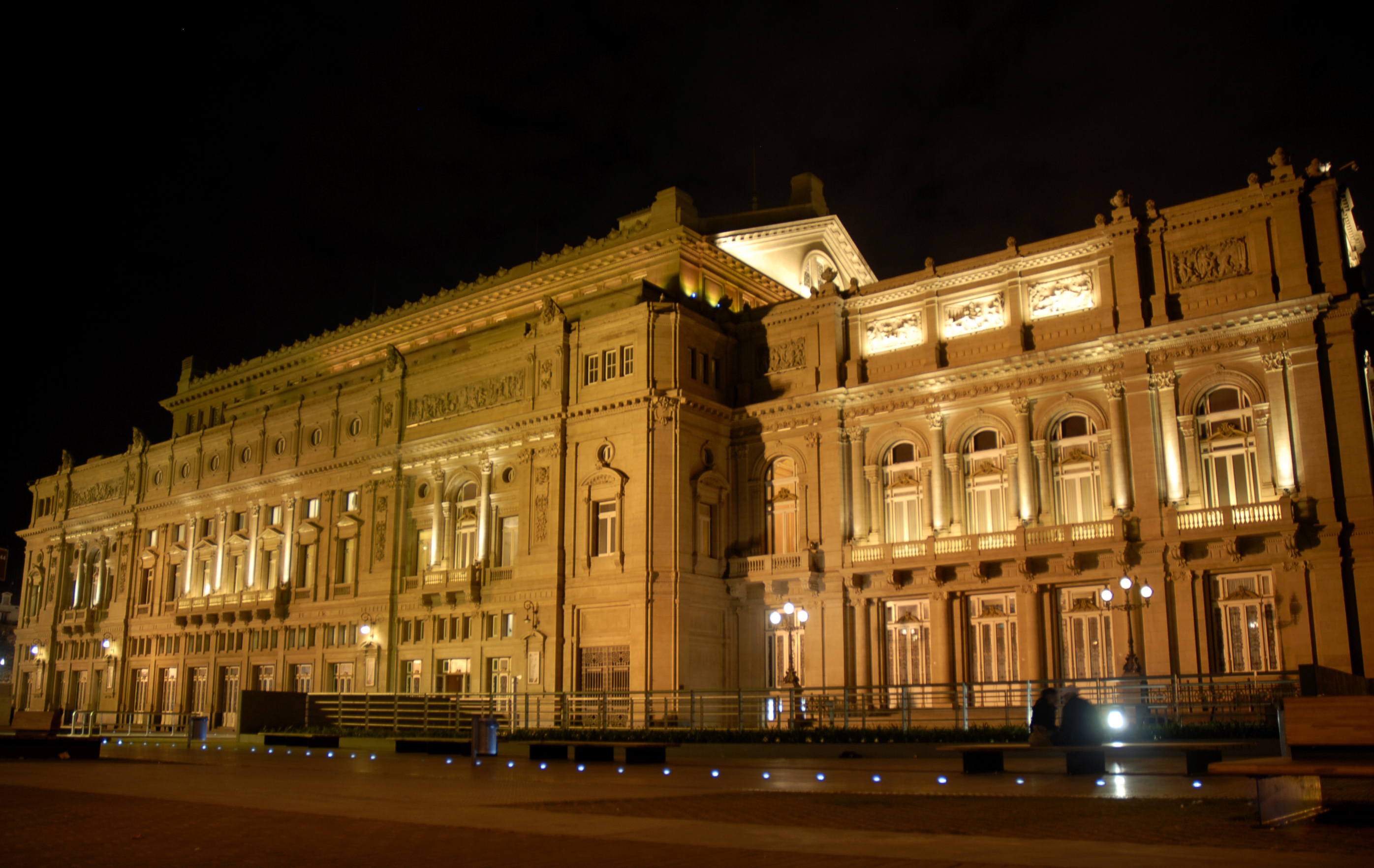
Vista exterior del teatre
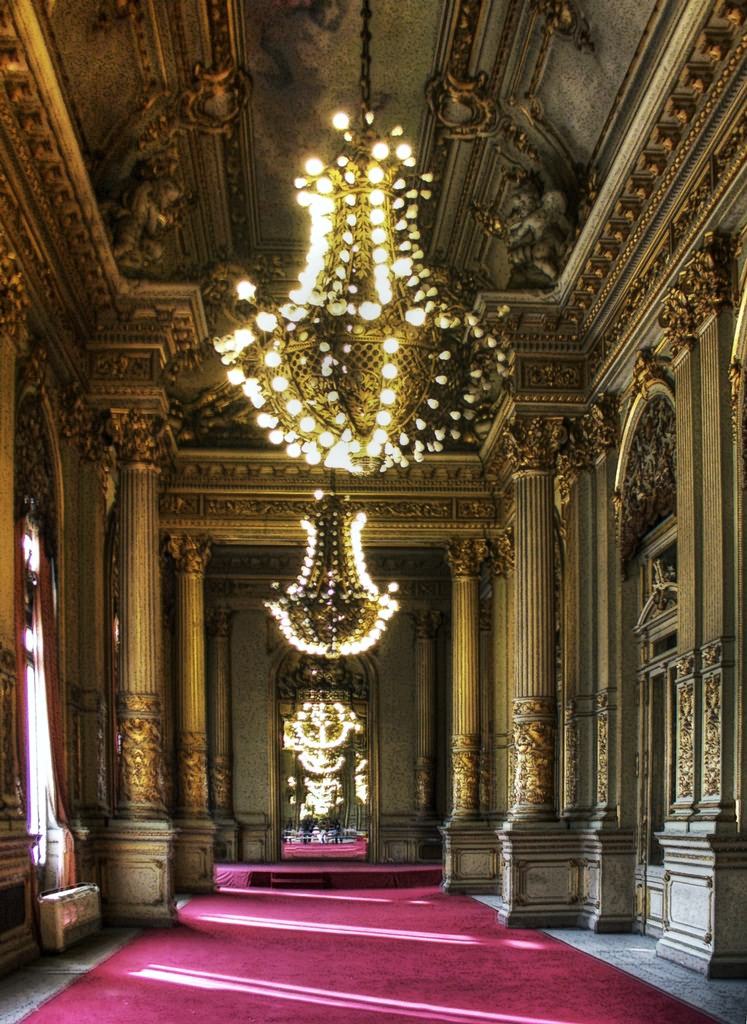
Salón dorado
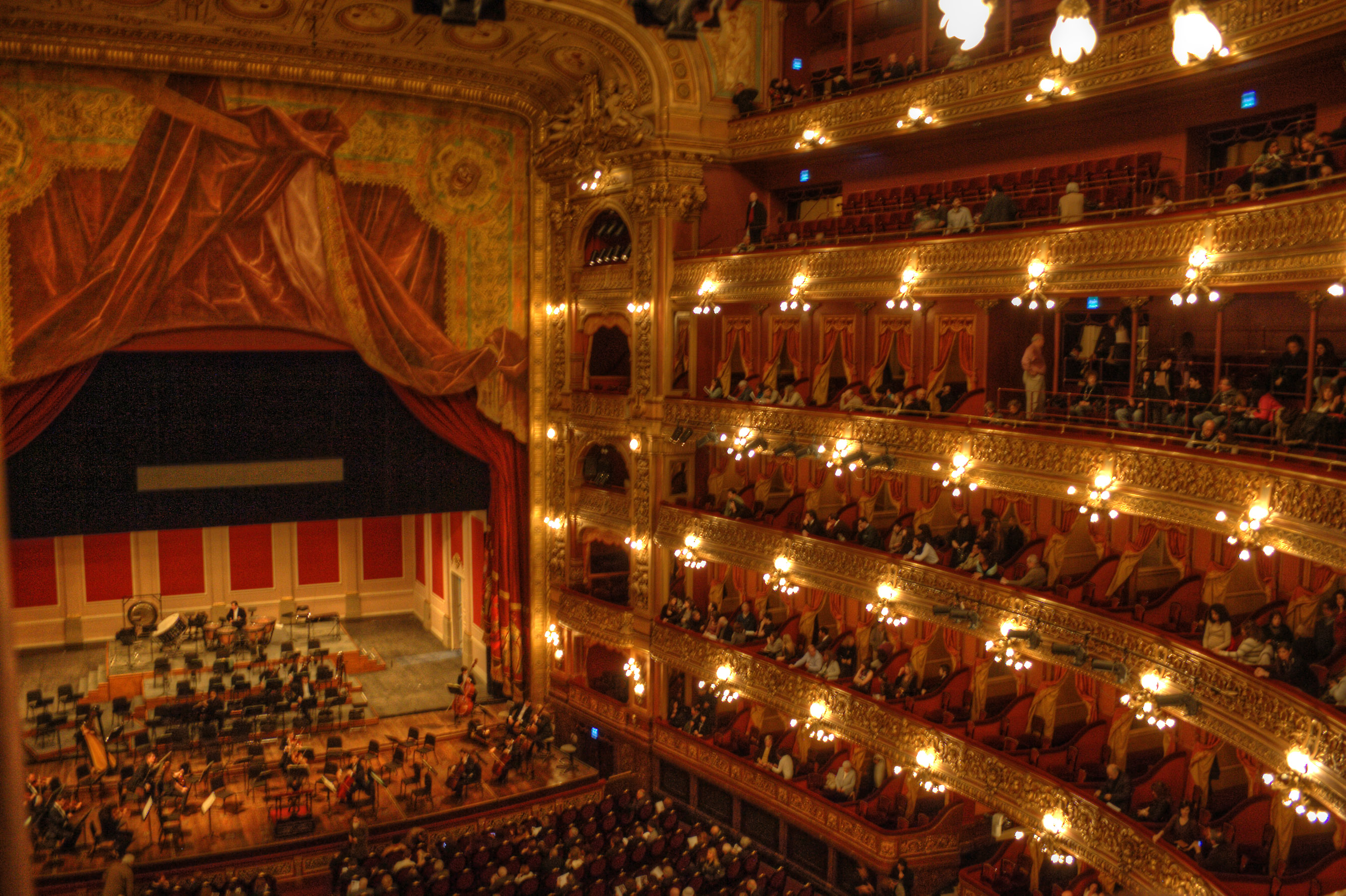
Interior del teatre i escenari
La cúpula